# Jan Stoeckart
Jan Stoeckart (Amsterdam, 3 november 1927 – Hilversum, 13 januari 2017) was een Nederlands componist, dirigent, trombonist en radioproducent. Voor bepaalde werken gebruikte hij de pseudoniemen: Willy Faust, Peter Milray, Julius Steffaro en Jack Trombey.

## Levensloop
Stoeckart kreeg vanaf zijn twaalfde levensjaar piano- en trombonelessen. Vanaf 1945 studeerde hij aan het Conservatorium van Amsterdam onder andere trombone bij Armand Haagman, compositie en instrumentatie bij Jo Kolvers. Hij studeerde in 1950 af. Aansluitend studeerde hij privé trombone bij Jan Evers en ook enkele jaren contrabas bij Kees Doets.
In het Symfonieorkest Schubert, dat onder leiding stond van Karel Mengelberg, speelde hij contrabas, alsook in het Symfonieorkest Con Brio onder leiding van Roelof Krol. Als trombonist werkte hij in het toenmalige Overijssels Filharmonisch Orkest mee en ging in 1952 naar de toenmalige NRU (Nederlandse Radio Unie) waar hij trombone speelde in het Omroeporkest, het Radio Filharmonisch Orkest en het Promenade Orkest. Het laatstgenoemde orkest stond toen onder leiding van Hugo de Groot, Benedict Silbermann en later van Gijsbert Nieuwland. Als trombonist bleef hij tot 1973 in het orkest. 
Van 1974 tot 1980 was hij freelance componist onder ander ook voor de Nederlandse Omroep Stichting (NOS). Van einde 1980 tot 1 april 1988 was hij producent en regisseur voor de VARA-radio. Hij maakte opnames met het Metropole Orkest en het Promenade Orkest en maakte allerlei programma's.Ook was hij muzieksamensteller bij Vroege Vogels. Later maakte hij alleen programma's met amateurmuziek en de maandelijks Promenade Concerten. Eerst met brassbands, maar later ook met harmonieën, fanfares en koren. De naam van het programma VARA’s Generale werd veranderd in VARA’s Blazersmagazine.
Als componist kwam hij via de dirigent en componist Hugo de Groot in contact met De Wolfe Music, een muziekuitgeverij in Londen. Daarvoor schreef hij een aantal werken onder zijn schuilnamen Jack Trombey, Peter Milray en Willy Faust. Tussen 1200 en 1300 werken ontstonden op die manier. Zijn eerste grote succes kwam in 1972, toen voor de Britse televisieserie Van der Valk zijn nummer Eye Level als titelmuziek werd gebruikt. De single in de uitvoering van The Simon Park Orchestra stond vanaf 29 september 1973 vier weken op de eerste plaats in de Britse hitparade. Er werden meer dan een miljoen exemplaren van verkocht.

## Composities (uittreksel)

### Werken voor orkest
- 1976 Piccolo Concerto, per tuba e orchestra
- Concertino, voor trompet en orkest
- Ever Increasing Tension, Builds
- Festtanz
- Frantic & Perilous
- Learning about the Orchestra
- Mighty Epic Achievement
- Ouverture "In de gecroonde Leerse"
- Pinocchio March
- Rhapsodie per nai, concert voor panfluit en orkest
- Rocky Mountain Suite
- Suite Pastorale, voor althobo en strijkers 
  1. Andante pastorale
  2. Saltarello
  3. Serenade
  4. Alla marcia
- Wembley March (ook bekend als: Jolly, Striding Band March)

### Werken voor harmonie- en fanfareorkesten en brassbands
- 1974 This is Brass, voor brassband
- 1980 On Broadway
- 1980 A Game of Chess
- 1984 Eye Level
- 1989 Revival Rag 1920
- Bakerstreet
- Floris mars
- Go Happy
- Happy Hunter
- Jack's Present
- Leicester Square March

### Muziektheater

#### Musicals
| Voltooid in | Titel                                       | Uitvoeringen | Première | Libretto | Verdere liedteksten | Choreografie |
| ----------- | ------------------------------------------- | ------------ | -------- | -------- | ------------------- | ------------ |
|             | Een huis in een schoen, Sinterklaas-musical |              |          |          |                     |              |

### Kamermuziek
- Nostalgia en Burlesque, voor bariton/eufonium, tuba of trombone met piano

### Film- en tv-muziek
- Floris (1969)
- Wat zien ik!? (1971)
- Diverse Sinterklaasmusicals, begin jaren 70, o.m. Een huis in een schoen
- Het Simplisties Verbond
- Homeward Bound (muziekstuk geschreven voor de film Monty Python and the Holy Grail)

- Gemeinsame Normdatei: 1089895305
- International Standard Name Identifier: 0000 0003 5997 0194
- Library of Congress Control Number: n2011085749
- MusicBrainz: dae8c44a-c37e-445f-a396-f4ee6704afa0
- Virtual International Authority File: 220678673
- WorldCat: E39PBJbtq4BJDVjWPyfQPvqWjC